# 坎古苏
坎古苏是巴西南大河州的一个市镇。总面积3525.068平方公里，总人口53553人，人口密度15.2人/平方公里。